# Папазов, Дончо
Дончо Папазов (21 февраля 1939, София) — болгарский мореплаватель. Участник многочисленных экспериментов по выживанию при кораблекрушении. Рекордсмен по дайвингу и участник водолазных археологических экспедиции.

## Биография
Окончил Высший экономический институт в Софии в 1961 году. В период 1961—1979 работал экономистом, научным сотрудником, руководителем группы, начальником бюро, начальником отдела «Организация производства».
Руководитель программы «Планктон» (1970—1982), проведенной под эгидой Межправительственной океанографической комиссии ЮНЕСКО, Болгарской академии наук и журнала «Орбита».
Первая попытка Дончо Папазова доказать, что человек может прожить в море только на планктоне была предпринята в 1970 году. Он вышел в море на старой рыбацкой лодке и плавал около Созополя 14-15 дней без пищи.
В 1972 году пересёк, вместе с женой Юлией Папазовой (Джу), Чёрное море от Варны до Сочи на спасательной шлюпке. За 26 дней похудел на 12 кг.
В 1974 году вместе с Джу пересёк Атлантический океан на шлюпке с парусом от Гибралтара до Кубы. В общей сложности проделал путь в 5200 морских миль. После 64 дней питания планктоном похудел на 18 кг.
В 1976 году, опять же на шлюпке с парусом, Дончо и Джу пересекают Тихий океан от Перу (Лимы) до островов Фиджи (Сува). За 100 дней они прошли 8300 морских миль, Дончо похудел на 26 кг. Дончо Папазов и Юлия провели дольше всех в мире на борту спасательной шлюпки (191 день) и проплыли самое большое количество морских миль (14 000).
В рамках исследовательской программы «Планктон» были исследованы применимость обычной корабельной спасательной шлюпки для спасения жертв кораблекрушения согласно конвенции об охране человеческой жизни на море (СОЛАС-60), возможности человека при одиночном плавании, использование планктона в качестве источника пищи.
В качестве предшественников подобных исследований указываются Алена Бомбара, Франца Ромера и Ханнеса Линдемана.
В 1978 году на двухмачтовой яхте «Тивия» Болгарского телевидения вместе с супругой, дочерью Яной и болгарским путешественником Симеоном Идакиевым Папазов совершил плавание вокруг Европы в качестве капитана двухмачтовой яхты «Тивия» болгарского телевидения. На ней же в 1979—1981 годах семья Папазовых вместе с семилетней дочерью Яной совершила кругосветное плавание по маршруту Созополь — Средиземное море — Гибралтар — Панама — Торресов пролив — мыс Доброй Надежды — Бразилия — Гибралтар — Созополь (за 777 дней было пройдено 42000 морских миль), в 1987 году Папазов и Мефодий Савов прошли от Аргентины до Болгарии, в 1988 году Папазов в одиночку и без остановки проходит по «невозможному пути» к югу от «ревущих сорока градусов». Проходит через мыс Горн, в самый разгар южной зимы, 30 мая. Начав с Буэнос-Айреса 1 января 1988 года, заканчивает тур 13 июня 1988 года за 164 дня без связи с берегом и суднами. Тогда Дончо Папазов стал первым человеком, совершивший кругосветное путешествие по «невозможному пути» не останавливаясь.
В 1989 году он снова прошёл от Аргентины до Болгарии, на борту с ним был Николай Йотов. В этом же году распался их брак с Юлией.
Дончо Папазов прошёл по морю 190000 км. Говорит, что в этих путешествиях умирал восемь раз, видел смерть в глаза на Галапагосских островах, среди айсбергов к югу от Новой Зеландии.
Дончо Папазов являлся членом 36-го Национального Собрания, заместителем председателя Союза болгарских журналистов (1993—1995 годы).
В 2000 году был экспертом в Национальном совете по радио и телевидению.
Автор книг, описывающих морские приключения, переведенных на пять языков. О всех плаваниях сделал документальные фильмы, в эфир вышли более чем в 20 странах.